# Demasiada belleza
Demasiada belleza es una telenovela peruana, producida por Michel Gómez y Chroma Producciones, transmitida por la cadena Frecuencia Latina en el 2003. Está protagonizada por Alexandra Graña y Omar García junto a Jean Pierre Vismara y Vanessa Saba. Además, cuenta con las participaciones antagónicas de Gerardo Zamora, Fernando Pasco y Teddy Guzmán, y con las actuaciones estelares de Lorena Caravedo, Javier Delgiudice, Yvonne Frayssinet, Carlos Cano de la Fuente, Milene Vásquez, Roxana Peña, Erika Villalobos y László Kovács y de las primeras actrices Haydeé Cáceres y Sonia Seminario.

## Sinopsis
Basada en la novela de Edmond Rostand, Cyrano de Bergerac. La trama se centra en los prejuicios, el racismo y la homofobia de la sociedad limeña dentro de diferentes lugares. La historia se centra en Roxana Bissuti (Alexandra Graña) y Cristian Navarro (Jean Pierre Vismara), dos jóvenes enamorados siempre guiados, esté primero de su amigo y primo de la protagonista, Cipriano Vergara (Omar García), un médico quien siempre lo ayuda con poesías y frases para conquistar al amor de su vida cuando en realidad esté, Cipriano, ama en secreto a su prima Roxana sin que ella lo sepa.

## Reparto

### Principales
- Alexandra Graña como Roxana Bissuti
- Omar García como Cipriano Vergara
- Jean Pierre Vismara como Cristian Navarro
- Vanessa Saba como Antonella Parodi
- Lorena Caravedo como Azucena Pajuelo de Del Campo
- László Kovács como Wenceslao Vergara
- Tatiana Espinoza como Dulcinea Chirinos de Pajuelo
- Julio Marcone como René «China» Contreras
- Érika Villalobos como María del Pilar «Vampira» Bissuti
- Pold Gastello como Elvito Pajuelo
- Jorge Luis Rivera como Gonzalo Jiménez
- Maryloly Lopez como Natalia
- Fernando Pasco como Olaf Cervantes
- Carlos Acosta como Julián Bonfilio
- Roxana Peña como Pamela Navarro
- Edwin Vásquez como Daniel
- Caroline Aguilar como Rita Jiménez
- Gilberto Nué como Gabriel Sagástegui
- Trilce Cavero como Cristina Muñoz
- Nicolás Rebaza como Martín Ugaz
- Javier Delgiudice como Federico Bissuti
- Carlos Cano de la Fuente como Luis Porfirio Pajuelo
- Sonia Seminario como Leticia Vda. de Vergara
- Jose Luis Ruiz como Santiago Benavente
- Gabriela Billotti como Sor Nicolette
- Susan León como Ofelia de Navarro
- Haydeé Cáceres como Inmaculada de Pajuelo
- Yvonne Frayssinet como Hilda Vda. de Jiménez
- Gerardo Zamora como Lorenzo Alvítes Cruces
- Milene Vásquez como Brenda Alba / Alma de Bissuti
- Teddy Guzmán como Sheyla Bringas

### Recurrentes e invitados especiales
- Martín Abrisqueta como Hipólito «Susy»
- Carlos Vértiz como Fernando Navarro
- Mónica Rossi como Lucy Ferzoza
- Pedro Olórtegui como Dr. Simón Goldenberg
- Rafael Santa Cruz como Campoy
- Bruno Odar como Rodrigo del Campo
- Claudia Abusada como Jessica Ripley
- Adriana Quevedo como Macarena Herrand
- Liliana Trujillo como Leopoldina
- Juan Carlos Pastor como Enrique «Kike»
- Oscar Beltrán como Marcelo
- Alonso Cano como Alfonso
- Natalia Parodi como Magnolia
- Marco Antonio Solis como Pablo
- Antonio Callirgos como William
- Sandra Arana como Luisa
- Óscar Carrillo como Marco Antonio Videla
- Ernesto Cabrejos
- Sofía Rocha como Druzila Meyer
- Fernando Vásquez como Comisario Diaz
- Fanny Rodriguez como Edith Villarán
- Havier Arboleda como Guillermo
- Alheli Castillo como Juana
- Carmela Medina como Margarita
- César Augusto Kaiser como Alcalde
- Paco Caparó como Médico
- Luis Meneses como Juez
- María Inés Canales como Tía de Olaf
- Darling Cavero como Guardaespaldas de Marco Antonio
- Álvaro Gonzáles como Leoncio
- José Miguel Arbulú como Periodista
- Joselito Carrera como Modelo
- Carlos Barraza como Enfermo

## Producción
Es emitida por primera vez un lunes 28 de abril de 2003 y finaliza en el 2004. Cuenta con 120 episodios. Es exportada luego a Ecuador y Bolivia.
Es la primera telenovela en la que Alexandra Graña obtiene su primer rol protagónico. Para la escena de montar un caballo, Graña tuvo que tomar clases de equitación.
Es el primer rol antagónico de Gerardo Zamora. Zamora tuvo que meterse en clases de manejo para aprender a manejar ya que se requerían escenas de su personaje, Lorenzo Alvítes, conduciendo un auto.[cita requerida]
Es la primera aparición en las telenovelas del actor Omar García.

## Impacto en otras producciones

### Crossover deQue buena raza
- El actor Pedro Olórtegui vuelve a interpretar el papel del Dr. Simón Goldenberg de la predecesora telenovela Que buena raza, haciendo pequeños cameos para operar a Natalia, (Maryloly Lopez).
- En una escena en la playa Lorenzo Alvítes,               (Gerardo Zamora), le cuenta a Rita Jiménez,            (Carolina Aguilar), que antes de convertirse en médico cirujano, conoció a un provinciano que vino desde su tierra natal a Lima a pie haciendo alusión a su anterior personaje en Que buena raza.

### Otros crossovers
- La actriz Teddy Guzmán vuelve a interpretar al personaje de Sheyla Bringas, que originalmente aparece en la telenovela Los de arriba y los de abajo.
- Los actores Julio Marcone y Martín Abrisqueta representan de nuevo a los estilistas René y Susy, que anteriormente aparecen en la telenovela Tribus de la calle.